# (1282) Utopia
(1282) Utopia – planetoida z pasa głównego asteroid okrążająca Słońce w ciągu 5 lat i 184 dni w średniej odległości 3,12 au. Została odkryta 17 sierpnia 1933 roku w Union Observatory w Johannesburgu przez Cyrila Jacksona. Nazwa planetoidy pochodzi od Utopii, idealnego ustroju politycznego. Przed nadaniem nazwy planetoida nosiła oznaczenie tymczasowe (1282) 1933 QM1.